# فلافل (فلم)
فلافل هو عنوان فيلم لبناني من تأليف وإخراج ميشال كمون أنتج عام 2006. تدور أحداث الفيلم عن الأثر الذي تركته الحرب الأهلية اللبنانية في نفوس الشباب من الجيل الذي لم يشهد الحرب.

## الممثلين
- إيلي متري بدور توفيق
- غابريال أبو راشد بدور ياسمين
- عصام أبو خالد بدور عبودي
- ميشال الحوراني بدور نينو
- هيام أبو شديد بدور والدة توفيق

## تقديرات وجوائز
- جائزة فيلم المخرج الأول أو الثاني خلال مهرجان الإسكندرية السينمائي 2008، مصر[1]
- جائزة الخنجر البرونزي خلال مهرجان مسقط للسينما 2008، عمان[1]
- السعفة البرونزية خلال مهرجان فالينسيا لأفلام المتوسط 200v، إيطاليا[1][2]
- جائزة المهر الفضّي خلال مهرجان دبي السينمائي الدولي 2007، الإمارات العربية المتحدة.[3]

## وصلات خارجية
- الموقع الرسمي.
- مقالات تستعمل روابط فنية بلا صلة مع ويكي بيانات

.
- شريط دعائي للفيلم على يوتيوب.